# Tanu Weds Manu
Tanu Weds Manu è un film del 2011 diretto da Anand L. Rai.

## Colonna sonora
1. Lehmber Hussainpuri – Sadi Gali – 4:24
2. Mohit Chauhan – Yun Hi – 4:19
3. Krsna Solo – Rangrez – 6:12
4. Roop Kumar Rathod – Piya – 5:29
5. Sunidhi Chauhan, Ujjaini Mukherjee, Niladri – Mannu Bhaiya – 4:49
6. Mika Singh – Jugni – 3:11
7. Wadali brothers (Puranchand Wadali, Pyare Lal Wadali) – Rangrez (Hey Rangrez Mere Hey) – 6:24